# فرقة لوفتفافه الميدانية الثانية عشر
فرقة لوفتفافه الميدانية الثانية عشر ( ألماني: 12. Luftwaffen-Feld-Division ) كانت منظمة عسكرية رئيسية للفيرماخت خلال الحرب العالمية الثانية. تم تشكيل فرق لوفتفافه الميدانية من فليجر فوج 12 في نهاية عام 1942، وتم تعيينه في مجموعة الجيوش الشمالية في أوائل عام 1943. 
بعد أن تم تدميرها خلال القتال في المنطقة في جيب كورلاند، تم نقل الفرقة بالسفينة إلى غدانسك، وتم توظيفها هناك بين غدانسك وسوبوت حتى بداية مايو 1945 عندما تم القضاء عليها بالكامل تقريبًا.

## أعضاء الفرقة المعروفة
- Hanns Günther von Obernitz [الإنجليزية] (1899-1944), was from 1933 to 1934 chief police officer of Nuremberg - Fürth and from 1939 to 1944 NSDAP member of the Reichstag.